# Aliaksandr Bahdanovich
Aliaksandr Bahdanovich (em búlgaro:  Александр Викторович Богданович, Yalizava, Mahilou, 29 de abril de 1982) é um canoísta bielorrusso especialista em provas de velocidade.

## Carreira
Foi vencedor da medalha de Ouro em C-2 1000 m em Pequim 2008 e da medalha de Prata em Londres 2012 junto com o seu irmão e companheiro de equipe Andrei Bahdanovich.